# Daniel Weiss (Slawist)
Daniel Weiss (* 11. Juni 1949 in Zürich) ist ein Schweizer Slawist und Linguist.
Daniel Weiss promovierte 1975 bei Peter Brang und wurde 1982 als ordentlicher Professor für slavistische Linguistik an die Universität Hamburg berufen. 1988 ging er von dort an die Universität München, von 1993 bis 2014 hatte er den Lehrstuhl für slawische Sprachwissenschaft an der Universität Zürich inne. Er ist ein Gründungsmitglied des slawistischen Konstanzer Kreises.

## Schriften
- Syntax und Semantik polnischer Partizipialkonstruktionen im Rahmen einer generativtransformationellen Sprachbeschreibung. Dissertation. Bern, Frankfurt am Main 1977.
- (Hrsg.) Der Tod in der Propaganda (Sowjetunion und Volksrepublik Polen). Bern, Frankfurt am Main 2000.